# منطقه التل
منطقه التل (به عربی: منطقة التل) یک منطقه در سوریه است که در استان ریف دمشق واقع شده‌است.

## خصوصیات
منطقه التل ۵۵۹٫۰۶ کیلومترمربع مساحت و ۱۱۵٬۹۳۷ نفر جمعیت دارد.